# Yashahime: Princess Half-Demon
A Yashahime: Princess Half-Demon (Japánul: 半 妖 の 夜叉 姫, Hepburn: Han'yō no Yashahime) egy japán anime televíziós sorozat, amelyet a Sunrise készített. Ez az InuYasha anime sorozat folytatása, amely maga is az eredeti manga sorozaton alapszik, amelyet Takahasi Rumiko írt és illusztrált. Ez Towa Higurashi és Setsuna, Szessómaru és Rin ikerlányainak, valamint Moroha, Inuyasha és Higurasi Kagome tizenéves lányának a története. A sorozat első évada 2020 októbere és 2021 márciusa között került bemutatásra. A második évad premierje 2021 októberében volt.
A Viz Media Észak- és Latin-Amerika, míg a Medialink délkelet-ázsiai és dél-ázsiai területekre engedélyezte a licencet.

## Cselekmény
Néhány évvel az InuYasha: kanketsu-hen eseményei után Szessómaru és Rin négyéves Towa lánya elválik ikertestvérétől, Setsunától, és a modern korszakban reked, ahol Higurasi Kagome öccse, Szota befogadja. 
10 évvel később Towa újraegyesül az időt véletlenül átutazó Setsunával, ám a viszontlátás nem teljesen örömteli. Szétválásuk után Setsuna keményszívű szellemirtó lett, aki Kohaku alatt dolgozik, és nem emlékszik a múltjára. A lány emlékeinek visszaszerzése érdekében a féldémon ikrek hatalmas kalandba vágnak bele. Útjuk során velük tart a negyeddémonként csúfolt féldémon Moroha, Inuyasha és Kagome heves természetű, de barátságos kamasz lánya. Neki szintén nincs emléke a szüleiről.
A Korok Szent Fájának szelleme megmutatkozik az unokatestvérek előtt, figyelmeztetve őket, hogy nagyapjuk, a Nagy Kutyaszellem régi riválisa veszélyes, világpusztító tervet forgat a fejében. Kirinmarut, a riválist csak a három lány állíthatja meg, mivel Sesshomaru nem hajlandó harcolni ellene. Ezzel egyidőben Rin mély álmot alszik élet-halál között lebegve a Szent Fa belsejében. Hogy megmentsék Rint, visszakapják az emlékeket és újra egyesíthessék családjukat, a három lánynak szüksége lesz a Szivárvány Gyöngyök erejére, melyek legalább annyira erősek, mint a Négy Lélek Szent Ékköve.

## Megjelenés
A sorozatot először 2020 májusában jelentették be. 2020 október 3. és 2021. március 20. között került adásba a Yomiuri TV-n és a Nippon TV-n. A sorozatot a Sunrise készítette, Teruo Sato rendezte, az InuYasha eredeti alkotója, Takahasi Rumiko főszereplésével. Inuyasha munkatársai visszatértek, Katsuyuki Sumisawa volt a felelős a forgatókönyvekért, míg Rumiko Takahashi volt a storyboard felügyelője, Yoshihito Hishinuma volt felelős az anime karakterek tervezéséért, Vada Kaoru pedig a zene komponálásáért [2]. A "New Era" kezdőtémát a SixTONES, míg a "Break" befejező témát Uru adja elő. A második „Burn” nyitótémát a NEWS, míg a második befejező „Kesshō” témát Ryokuōshoku Shakai adja elő.
A Viz Media bejelentette a sorozat digitális streaming, EST és otthoni videó kiadásának jogait Észak- és Latin-Amerika területén. A Medialink azt is bejelentette, hogy a délkelet-ázsiai területeken rendelkezik a sorozat jogaival. Később a Medialink szintén engedélyezte az Animax számára a tévécsatornázást június 21-től. A Viz Media a Crunchyroll, a Funimation és a Hulu csatornán közvetítette a sorozatot. 2020. október 26-án a Funimation partnerséget jelentett be a Viz Media céggel a sorozat angol szinkronjának kiadása érdekében, az Inuyasha angol szereplői pedig megismétlik szerepüket. A Funimation 2020. november 6-án kezdte meg az angol szinkron streamingjét Hulu és Crunchyroll társaságában. A sorozat angol szinkronja az Adult Swim Toonami programozási blokkján kezdte sugárzását 2021. június 27-én.
2021. március 20-án a sorozat második évadát jelentették be a 24. rész megjelenését követően. A második évadot, Yashahime: Princess Half-Demon II. címmel, 2021. október 2-án mutatták be.

## Értékelések
A Yashahime: Princess Half-Demon 2021-ben a 9. helyet szerezte meg az Animage 43. Anime Nagydíján.
James Beckett és Monique Thomas, az Anime News Network kritikusai szerint a Yashahime: Princess Half-Demon a 2021-es téli szezon egyik legrosszabb animéje.
Rumiko Takahashit és Yoshihito Hishinumát a Crunchyroll 2021-es anime díjátadóján a legjobb karaktertervezésre jelölték.